# 796

## مواليد
- أبو تمام الطائي

## وفيات
- أوفا (ملك)
- حسان بن أبي سنان
- يعقوب بن طارق
- هشام بن عبد الرحمن أحد خلفاء بني أمية في الأندلس.
- مالك بن أنس أحد الأئمة الأربعة. (ولد 715 م).
- سيبويه نحوي فارسي، صاحب الكتاب. (ولد 760 م).
- صفوان بن صفوان
- حفص بن سليمان الكوفي